# Abantiades hyalinatus
Espèce
Abantiades hyalinatus est une espèce de lépidoptères de la famille des Hepialidae, endémique d'Australie.

## Répartition
On la trouve sur la côte est du pays, du sud du Queensland à la Tasmanie.

## Description
Elle a une envergure de 12 cm.